# Goal TV
Goal TV (anciennement EuroWorld Sport) est une chaîne de télévision sportive canadienne anglophone spécialisée dans la diffusion de matchs de football (soccer), appartenant à TLN Media Group.

## Programmation
Elle diffuse notamment les championnats nationaux européens de : 
- la Ligue 1 de football française
- la Série A italienne,
- la Ligue Europa
- les matchs de la FIFA.

## Histoire
Telelatino Network a obtenu en avril 2006 une licence de diffusion auprès du CRTC pour le service RCS Television, « un service consacré au rugby, au cricket et au soccer ». La chaîne a été lancée en juillet 2010.